# Línea Pamplona-Jaurrieta
La Línea Pamplona - Jaurrieta, es una línea de autobús que lleva la empresa de autobuses Artieda. Tiene 23 paradas a la ida y 23 a la vuelta.

## Paradas
| Sentido: JAURRIETA | Sentido: JAURRIETA    | Sentido: JAURRIETA |  | Sentido: PAMPLONA AUTOBUSES | Sentido: PAMPLONA AUTOBUSES | Sentido: PAMPLONA AUTOBUSES |
| Esquema            | Parada                | Correspondencia    |  | Esquema                     | Parada                      | Correspondencia             |
| ------------------ | --------------------- | ------------------ |  | --------------------------- | --------------------------- | --------------------------- |
|                    | Pamplona Autobuses    | Pamplona - Eugi    |  |                             | Jaurrieta                   | - -                         |
|                    | Zabaldica             | Pamplona - Eugi    |  |                             | Abaurrea Alta               | - -                         |
|                    | Anchóriz              | Pamplona - Eugi    |  |                             | Abaurrea Baja               | - -                         |
|                    | Ilúrdoz               | Pamplona - Eugi    |  |                             | Garayoa                     | - -                         |
|                    | Zuriáin               | Pamplona - Eugi    |  |                             | Arive                       | - -                         |
|                    | Idoy                  | Pamplona - Eugi    |  |                             | Garralda                    | - -                         |
|                    | Larrasoaña            | Pamplona - Eugi    |  |                             | Roncesvalles                | - -                         |
|                    | Urdaitz               | Pamplona - Eugi    |  |                             | Espinal Camping             | - -                         |
|                    | Zubiri                | Pamplona - Eugi    |  |                             | Espinal                     | - -                         |
|                    | Cilveti               | - -                |  |                             | Mezquíriz                   | - -                         |
|                    | Erro                  | - -                |  |                             | Bizkarreta                  | - -                         |
|                    | Linzoáin              | - -                |  |                             | Linzoáin                    | - -                         |
|                    | Viscarret-Guerendiáin | - -                |  |                             | Erro                        | - -                         |
|                    | Mezquíriz             | - -                |  |                             | Cilveti                     | - -                         |
|                    | Espinal               | - -                |  |                             | Zubiri                      | Pamplona - Eugi             |
|                    | Espinal Camping       | - -                |  |                             | Urdániz                     | Pamplona - Eugi             |
|                    | Roncesvalles          | - -                |  |                             | Larrasoaña                  | Pamplona - Eugi             |
|                    | Garralda              | - -                |  |                             | Idoy                        | Pamplona - Eugi             |
|                    | Arive                 | - -                |  |                             | Zuriáin                     | Pamplona - Eugi             |
|                    | Garayoa               | - -                |  |                             | Ilúrdoz                     | Pamplona - Eugi             |
|                    | Abaurrea Baja         | - -                |  |                             | Anchóriz                    | Pamplona - Eugi             |
|                    | Abaurrea Alta         | - -                |  |                             | Zabaldica                   | Pamplona - Eugi             |
|                    | Jaurrieta             | - -                |  |                             | Pamplona Autobuses          | Pamplona - Eugi             |